# 아카풀코의 추억
아카풀코의 추억(Fun In Acapulco)은 미국에서 제작된 리처드 소프 감독의 1963년 영화이다. 엘비스 프레슬리 등이 주연으로 출연하였고 할 B. 월리스 등이 제작에 참여하였다.

## 출연

### 주연
- 엘비스 프레슬리

### 조연
- 우슬라 안드레스
- 엘자 카데나스
- 폴 루카스
- 알레한드로 레이
- 찰스 에반스
- 테리 가
- 하워드 맥니어
- 매리 트린
- 레드 웨스트
- 살바도르 바구에즈
- 마이크 드 안다
- 알베르토 모린
- 에드워드 콜맨스

## 제작진
- 미술: 헐 페레이라
- 미술: 월터 H. 타일러
- 의상: 에디스 헤드
- Ass-PD: 폴 나단